# Quyền LGBT ở Đức
Quyền đồng tính nữ, đồng tính nam, song tính và chuyển giới ở Đức đã phát triển đáng kể trong suốt những thập kỷ qua. Trong những năm 1920 và đầu những năm 1930, người đồng tính nữ và đồng tính nam ở Berlin thường được xã hội khoan dung và nhiều quán bar và các câu lạc bộ đặc biệt liên quan đến người đồng tính nam đã được mở. Mặc dù hoạt động tình dục đồng giới giữa nam giới đã bị Đế quốc Đức thực hiện bất hợp pháp theo Đoạn 175 vào năm 1871, Đức Quốc xã đã mở rộng các luật này trong Thế chiến II, kết quả là trong cuộc đàn áp và cái chết của hàng ngàn công dân đồng tính luyến ái. Các phần mở rộng Nazi đã bị bãi bỏ vào năm 1950 và hoạt động tình dục đồng giới giữa nam giới đã bị coi thường ở cả Đông Đức và Tây Đức vào năm 1968 và 1969, tương ứng. Độ tuổi đồng ý đã được cân bằng ở Đức thống nhất vào năm 1994.
Hôn nhân đồng giới đã hợp pháp kể từ ngày 1 tháng 10 năm 2017, sau khi Bundestag thông qua luật cho phép các cặp đồng giới kết hôn đầy đủ và nhận con nuôi LGBT vào ngày 30 tháng 6 năm 2017. Trước đó, quan hệ đối tác đã đăng ký đã có sẵn cho các cặp đồng giới, đã được hợp pháp hóa vào năm 2001. Những quan hệ đối tác này cung cấp hầu hết các quyền tương tự như các cuộc hôn nhân và họ đã không còn tồn tại sau khi giới thiệu của hôn nhân đồng giới. Việc nhận con nuôi đồng giới lần đầu tiên trở thành hợp pháp vào năm 2005 và được mở rộng vào năm 2013 để cho phép một người nào đó có mối quan hệ đồng giới nhận nuôi một đứa trẻ đã được đối tác của họ nhận nuôi. Chống phân biệt đối xử trên cơ sở xu hướng tính dục và bản dạng giới khác nhau giữa Đức, nhưng phân biệt đối xử trong việc làm và cung cấp hàng hóa và dịch vụ bị cấm trên toàn quốc. Chuyển giới mọi người đã được phép thay đổi giới tính hợp pháp kể từ năm 1980. Ban đầu luật pháp yêu cầu họ phải trải qua phẫu thuật thay đổi bộ phận sinh dục của họ để thay đổi tài liệu nhận dạng chính. Điều này đã được tuyên bố là vi hiến.